# Patrimoine architectural contemporain à Guyancourt

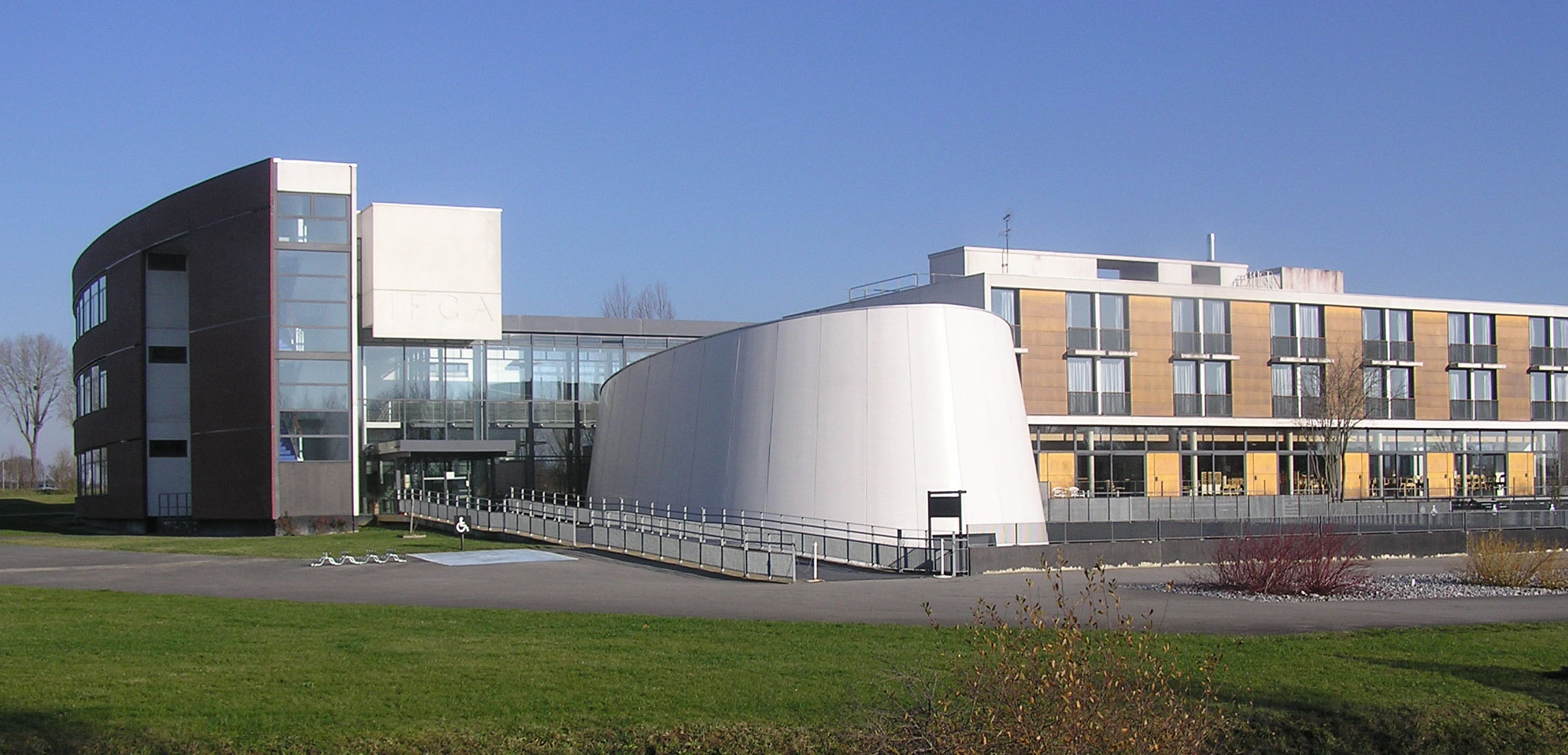
L’Institut de Formation des Chambres d’Agriculture de Daniel Kahane.

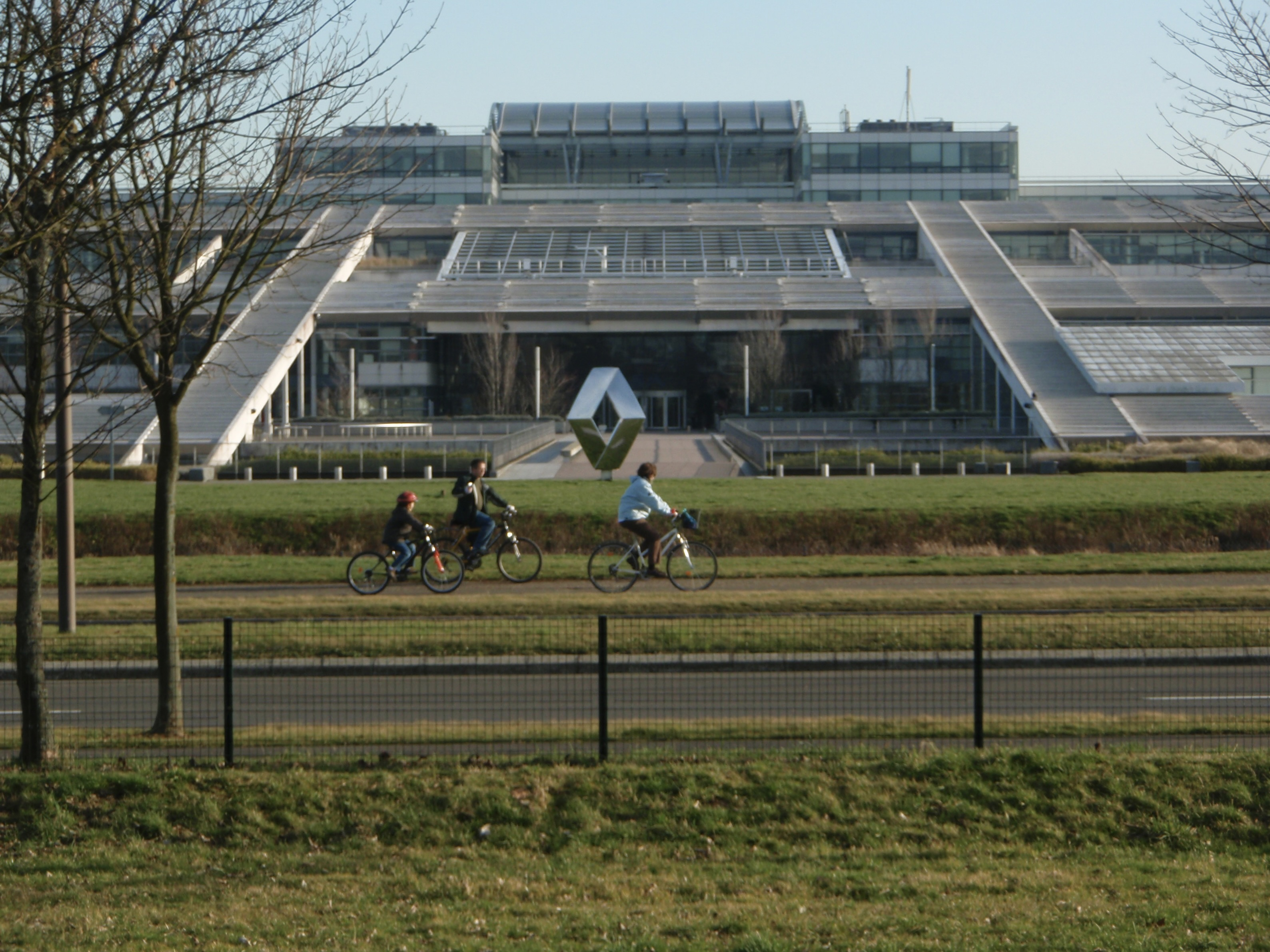
L'Avancée du Technocentre vue depuis le jardin des Gogottes.

Des architectes de renom ont construit dans la ville de Guyancourt, dans le département des Yvelines et la région Île-de-France, des logements, des équipements publics, des sièges sociaux ou des immeubles de bureaux :

## Les immeubles de logements
- Dominique Perrault a construit en 1991 des logements sur le boulevard Vauban.  Cet architecte a acquis une renommée internationale en remportant le concours de la Bibliothèque François-Mitterrand de Paris.

- Roland Castro et Sophie Denissof ont réalisé des logements rue Le Corbusier dans le quartier de Villaroy,

- Manolo Nuñez-Yanowsky a construit en 1992, Les Caryatides dans le quartier de Villaroy, (les caryatides sont le nom donné aux colonnes en forme de femmes dans la Grèce antique)

## Les immeubles de bureaux
- Kevin Roche architecte américain et lauréat du prix Pritzker, a réalisé en 1988 le bâtiment Challenger commandé par Francis Bouygues, siège de la société Bouygues situé avenue Eugène Freyssinet dans le quartier des Sangliers[1].

- Jean-Marie Charpentier a réalisé de nombreux immeubles de bureaux dans le quartier du Parc, boulevard Vauban et autour du rond-point des Droits de l’Homme dont les bureaux « Renaissance » en 2001,

- Massimiliano Fuksas a construit, en 1991, la Maison de la Communication située boulevard Vauban,

- Renzo Piano architecte italien, a construit en 1991 le site Thales (ex Thomson) dans le quartier de l’Europe, Piano est célèbre en France pour le Centre national d'art et de culture Georges-Pompidou.

## Les équipements publics: enseignement, bibliothèque...
- Alexandre Chemetoff avec Pierre Gangnet ont réalisé, en 1982, le groupe scolaire Georges Brassens - Francis Poulenc situé place Jacques Brel dans le quartier des Garennes,

- Daniel Kahane a construit, en 1999, avec J.-C. Brehier et A. Rouvray l’Institut de Formation des Chambres d’Agriculture (IFCA) situé 1 rue Robert-Arnaud d’Andilly dans le quartier de Villaroy,

- Gilles Bouchez a construit, en 1990, le gymnase des Droits de l’Homme dans le quartier des Saules[2].

- Antoine Grumbach[3] a réalisé en 2002, les bâtiments universitaires situés Boulevard d’Alembert auparavant il avait réalisé en 1993 ceux situés Boulevard Vauban dans le quartier du Parc.

- J. Ripault et D. Duhart ont réalisé en 2005 la bibliothèque universitaire de Guyancourt.

## Le Technocentre Renault
Les bâtiments du Technocentre Renault ont été réalisés par plusieurs grands architectes français : 
- Denis Valode et Jean Pistre ont construit, en 1996, "La Ruche" qui est le cœur du Technocentre Renault,
- Philippe Chaix et Jean-Paul Morel ont réalisé deux bâtiments : le Botanique et l’avancée côté nord, qui regroupe toutes les activités d'avant-projet : développement et recherche, design ...
- Jacques Ferrier a réalisé le diapason pour tout ce qui concerne la qualité des produits,
- J. Brunet et E. Saunier ont réalisé les labos, où on s'applique à l'étude des matériaux et des procédés chimiques.
- H. Fricourt a réalisé l'autoservice,
- J.-P. Hamonic, le comité d’entreprise,
- J.-F. Schmit, l'ensemble logistique,
- J.-B. Lacoudre a réalisé le transfert et la centrale.

Clin d'œil de l'histoire, le Technocentre Renault est implanté sur une partie des anciennes pistes de l'ancien aérodrome "Caudron-Renault" qui a été fermé en 1989, permettant ainsi l'implantation du Technocentre. 
L'entrée principale des visiteurs du Technocentre Renault se situe place Georges Besse. La municipalité de Guyancourt, en concertation avec la société Renault, a ainsi rendu hommage à l'ancien Directeur de Renault assassiné le 17 novembre 1986 par le groupe Action directe (commando Pierre Overney, du nom du militant maoïste tué par un vigile de Renault).